# Милорад Дискић
Милорад Дискић (Лесковац, 5. фебруар 1924 — Београд, 5. септембар 1995) био је југословенски и српски фудбалер.

## Каријера
Фудбалску каријеру почео је у Лесковцу, у омладинском тиму Момчило Лесковац, где је играо од 1936. до 1939. године. Читаву каријеру играо је на позицији одбрамбеног играча. Након што одлази на одслужење војног рока, прелази у Морнар Сплит, где игра у периоду од 1947. до 1949. године. Године 1950. играо је за Хајдук Сплит, са којим је освојио Првенство Југославије, одиграо 3 првенствене и 21 пријатељску утакмицу. Наредне године Дискић одлази у Црвену звезду, где је играо три године, освојио Првенство Југославије 1951. године и одиграо 51 утакмицу. У периоду од 1953. до 1958. године играо је за Раднички Београд, где је завршио каријеру.
Позив за репрезентацију Југославије добио је 1952. године уочи Летњих олимијских игара у Хелсинкију. На свих шест утакмица Југославије, Дискић је био резерва.

## Остало
Његов унук је Никола Дискић, оперски певач.